# Shock G
Gregory Edward Jacobs (Nueva York, 25 de agosto de 1963 - Tampa, 22 de abril de 2021), conocido profesionalmente como  'Shock G'  (y su alter ego Humpty Hump), fue un rapero estadounidense que era más conocido como el cantante principal del grupo hip hop Digital Underground. Fue responsable de "The Humpty Dance" de Digital Underground, 2Pac del exitoso sencillo " I Get Around", y co- productor del álbum debut de 2Pac  2Pacalypse Now .

## Primeros años
Gregory Edward Jacobs nació el 25 de agosto de 1963 en Ciudad de Nueva York. Pasó la mayor parte su infancia moviéndose alrededor de la Costa Este de los Estados Unidos con su familia, eventualmente instalándose en Tampa, Florida. Como baterista ganó el trofeo 1978 "Most Talented" en Greco Junior High School, pero después de mudarse a Queens, Nueva York (como resultado del divorcio de sus padres), cambió su batería por un juego de tocadiscos al descubrir y maravillarse con hip hop mientras la forma de arte todavía estaba en una etapa de desarrollo subterránea. Fue asesorado en el oficio por su primo Rene Negron (también conocido como DJ-Stretch), y su amigo cercano Shawn Trone (también conocido como MC Shah-T del parodia - grupo de rap No Cara) quien sugirió que Greg usara el nombre "Shah-G". A Jacobs le gustó la idea, pero pensó erróneamente que su amigo había dicho " Shock  - G", y comenzó a usar ese nombre en su lugar.
Después de regresar a Tampa menos de dos años después, abandonó la Chamberlain High School para formar Master Blasters, un equipo de DJ móvil que incluía tres DJ y cuatro maestros de ceremonias en su apogeo. Actuaron en fiestas y también para la multitud en las reuniones dominicales al aire libre de Riverfront Park, y finalmente captaron el interés de Tony Stone, director de programa de la radio WTMP, que era la principal estación de la ciudad. Tony le ofreció a Jacobs, que tenía dieciséis años en ese momento, un trabajo DJ en el aire, y durante un tiempo, como "Gregory Racker", fue el personalidad de radio más joven del centro de Florida con un intervalo de tiempo.
Después de ser despedido por tocar la versión del álbum de quince minutos de duración de "(Not Just) Knee Deep" de Funkadelic en un intervalo de tiempo de cinco minutos, y también después de que aumentaron las tensiones con su padre, Jacobs se encontró de mochilero en los Estados Unidos durante unos años, pasando por trabajos ocasionales y pequeñas aventuras criminales. Fue durante esta excursión que su enfoque cambió de ser DJ a tocar el teclado, y mientras utilizaba las salas de práctica de piano en las tiendas de música y universidades de todo el país, aprendió a tocar el piano con eficacia.
Decidiendo dedicarse a la música en serio, regresó a casa, rápidamente obtuvo un diploma y comenzó a asistir al Hillsborough Community College, donde estudió teoría musical con Jim Burge y piano con Patricia J. .Trice. Fue allí en HCC donde conoció y formó un vínculo con Kenneth Waters, y los dos comenzaron a actuar juntos bajo varios nombres, incluido The Chill Factor, y también The Four Horsemen, que incluía a MC. Skoobie-D, y el doctor Dazzlin Doc-P que se había mudado recientemente a Tampa desde el Bronx, el lugar de nacimiento del hip hop. Luego, en 1985, después de dos años de producir artistas locales por contrato, tocar en conciertos de piano solo en la ciudad, tocar con Kenny y ser teclista en la banda de Warren Allen Brooks, Greg y su novia aspirante a actriz (Davita Watts) fijaron su mirada. más allá de Tampa, y se fugó a Los Ángeles en busca de mayores oportunidades. Allí tocó teclados en la banda Onyx de Kenny McCloud pop - funk antes de dejar Los Ángeles y finalmente llegar al área de la bahía de San Francisco, donde encontró trabajo en una tienda de música de Oakland, y donde su grupo Digital Underground se formaría unos años más tarde.

## Carrera

### Digital Underground
Poco después de mudarse a Oakland, California, Shock G formó Digital Underground junto con Chopmaster J y el difunto Kenneth Waters (también conocido como Kenny-K). Después de unos 15 meses de negociaciones infructuosas con varias pequeñas compañías discográficas, en 1988 el trío finalmente lanzó un single de 12 pulgadas en Macola Records. Presentaba "Your Life's a Cartoon" como el lado A y "Underwater Rimes" como el lado B. Ambas canciones fueron escritas, producidas e interpretadas por Jacobs, quien también esbozó las ilustraciones de la portada de dibujos animados. El registro incluía el logotipo de la etiqueta de inicio de Digital Underground, TNT, así como el logotipo de Macola. TNT también fue fundada por el director ejecutivo de gestión de Tupac Shakur, Atron Gregory. En 1989, el grupo firmó con Tommy Boy Records y lanzó "Doowutchyalike", recibiendo una reproducción mínima de radio, pero se convirtió en un éxito clandestino. Su video fue más exitoso, alcanzando el número 40 en los 100 mejores videos del año de MTV. "Doowutchyalike" allanó el camino para el álbum debut de Digital Underground  Sex Packets  y la canción de mayor éxito en las listas de su carrera "The Humpty Dance", ambos lanzados a principios de 1990, y ambos lograron certificaciones de ventas de platino por la RIAA. Este último fue rapeado por Humpty Hump, el más extravagante de los varios alter ego de Shock G s. En ese momento, Digital Underground se había expandido significativamente, con DJ Fuze, Money-B y Schmoovy-Schmoov uniéndose al grupo, y con Ramone "Pee Wee" Gooden y Tupac Shakur uniéndose en 1991.

### Otras identidades
A lo largo de la carrera de rap de Shock G, creó varios alias, lo que resultó en personajes que se mantuvieron con tal realidad, algunos fanáticos de la música creían que eran personas separadas, incluso algunos expertos de la industria.
Como "Rackadelic" ilustró portadas de álbumes y proporcionó dirección de arte; como el "Piano Man" contribuyó con pistas de teclado y producción musical. Su personaje principal, "Shock G", utilizó una voz más natural, mientras que la alteró para convertirse en "Humpty Hump", un personaje icónico con una personalidad exagerada de bufón, ropa colorida y un Gafas Groucho-andisfraz de nariz-d. Usó una voz nasal para el personaje de Humpty. En la mayoría de las apariciones públicas, Jacobs aparecía como una persona u otra, pero en los shows en vivo y las grabaciones de video usaba un suplente o trucos de cámara para mantener la ilusión. Se construyó una biografía ficticia para Humpty, la historia es que Edward Ellington Humphrey III, ex cantante principal de "Smooth Eddie and the Humpers", se había convertido en rapero después de quemarse la nariz en un accidente en la cocina con una freidora (la historia incluso la contó Casey Kasem en su programa de cuenta regresiva Casey's Top 40 ). Jacobs también actuó a veces como otros personajes, incluidos MC Blowfish, Icey-Michael Boston, The Computer Woman, ButtaFly y Peanut Hakeem.

### Trabajos en cine y televisión
Las apariciones en televisión de Shock G incluyen "Showtime at the Apollo" en 1992, varias presentaciones de "The Arsenio Hall Show" entre 1990 y 1994, y varias presentaciones en vivo de MTV, incluyendo MTV Spring Break 1990 en Daytona Beach, "Yo MTV Raps" (tocando en vivo con Ed Lover y Dr. Dré) en 1991, " Club MTV Live" (con Downtown Julie Brown) en 1992 y MTV Jams en 1994. La mayoría consistió en actuaciones musicales con Digital Underground o 2Pac; sin embargo, en un episodio de la comedia de situación de 1991 "Drexell's Class", Jacobs desempeñó un pequeño papel de actor como reparador de hornos. Dentro de la historia del programa, el personaje principal, Otis Drexell, insiste en que el reparador del horno se parece exactamente a Humpty Hump, pero ni él ni su compañero de trabajo (Jason Priestley) han oído hablar de ningún artista de hip-hop, especialmente de ninguno. con un nombre tan ridículo. El episodio termina con una presentación en vivo de "No Nose Job" de Digital Underground en un crucero lleno de modelos de trajes de baño "Sports Illustrated", que se presenta como una escena de uno de los sueños del Sr. Drexell.
Con los miembros de su banda Digital Underground, Jacobs apareció en la comedia dirigida por Dan Aykroyd " Nothing but Trouble", apareciendo como Shock-G y Humpty Hump. El grupo hace un cameo, además de interpretar un pequeño papel de personaje en la película como ellos mismos. Desde entonces, Jacobs ha aparecido en un puñado de documentales musicales, incluyendo  Thug Angel: Life of an Outlaw  (2000) sobre Tupac Shakur, y  Parliament Funkadelic: One Nation Under a Groove  (1996) sobre George. Clinton & P-Funk, los cuales recibieron una fuerte rotación televisiva, y ambos se basaron en gran medida en los comentarios de Jacobs.
El 24 de junio de 2011, Shock G apareció en un episodio del podcast "You Had To Be There" con los comediantes Nikki Glaser y Sara Schaefer.

### Álbumes
- Miedo a un planeta mixto  (2004 33rd Street Records)
- Miedo a un planeta mixto; Bonus Edition  (2008 Jake Records)
- con Digital Underground:

### Producción, trabajo en solitario y varios
Además de su trabajo con Digital Underground, Shock G obtuvo un éxito moderado como solista y productor musical. En 1993, Shock G produjo el exitoso sencillo de platino de Tupac Shakur, "I Get Around", así como la estrella invitada en el sencillo y el video musical, y luego produjo "So Many Tears" de Tupac a partir de su multiplatino. 1995 álbum  Me Against the World . El primer trabajo publicado de Tupac fue cuando todavía era miembro de Digital Underground cuando apareció en la canción y el video de 1991 "Same Song", que también apareció en la película Chevy Chase, Dan Aykroyd y Demi Moore . Nothing but Trouble . Shock coprodujo el álbum debut de Tupac  2Pacalypse Now . Shock G apareció como productor y artista invitado en el lanzamiento de platino del grupo de rap basado en Oakland The Luniz "Operation Stackola" en 1995, también maestro de ceremonias invitado en el "I Got 5 on It" Bay Ballers Remix y video.
En 1996, la película de hermanos Wayans  Don't Be a Menace to South Central while Drinking Your Juice in the Hood  presentó la canción de Shock-G "We Got More". La canción, que contó con la participación de los raperos de Oakland Luniz, se usó para tres escenas diferentes de la película y aparece en dos lugares diferentes de la banda sonora, lo que la convierte en la única canción que aparece dos veces en una banda sonora. En 1998, Prince incluyó el "Love Sign" producido por Shock G en su triple CD ' Crystal Ball' 'álbum. Shock G ha realizado giras y actuado en el escenario con George Clinton y P-Funk, incluida una actuación invitada con Clinton en Woodstock 1999.
En 2003, Shock G produjo el sencillo "Risky Business" para el artista underground de Los Ángeles Murs, y también apareció en el video, como él mismo y como Humpty Hump. Murs interpretó esta canción en vivo con Shock G en el festival Paid Dues, y también lo presentó como su DJ de escenario / director musical en una extensa gira de 2 meses con el sello Definitive Jux por Estados Unidos y Canadá. El 20 de enero de 2009, el sencillo "Cherry Flava'd Email" de Shock G fue renombrado y lanzado como una edición especial llamada "Cherry Flava'd Election" para conmemorar la inauguración. del presidente Barack Obama.

## Muerte
El 22 de abril de 2021, Shock G fue encontrado muerto en una habitación de hotel en Tampa, Florida.

## Discografía

### Álbumes de estudio
- Miedo a un planeta mixto  (2004)

### Discografía de producción

#### Álbumes
- 1990  Paquetes de sexo , Digital Underground
- 1991 `` This Is an EP Release , Digital Underground (EP)
- 1991  Hijos de la P , Digital Underground
- 1993  El síndrome del sombrero corporal , Digital Underground
- 1996 `` Future Rhythm , Digital Underground
- 1998 `` Who Got the Gravy , Digital Underground
- 1999  Archivos perdidos , Digital Underground
- 2004  Miedo a un planeta mixto , Shock-G

#### Canciones
- 1987 "Tu vida es una caricatura", Digital Underground
- 1988 "Underwater Rimes", Digital Underground
- 1989 "Doowutchyalike", Digital Underground
- 1990 "Don't Funk wid the Mo" (remix), Monie Love
- 1990 "Lo que no haré por amor", 2Pac, Schmoovy-Schmoov
- 1990 "What I Won't Do for Love (Shock-G Remix)", 2Pac, Digital Underground
- 1991 "Rockin to the PM", Raw Fusion
- 1991 "Rebelde de la clandestinidad", 2Pac
- 1991 "Palabras de sabiduría", 2Pac
- 1991 "La venganza del loco", 2Pac, Money-B
- 1991 "Tellin 'Time (Mike's Rap)", Dr. Dre, Michael Concepcion
- 1993 "I Get Around", 2Pac, Digital Underground
- 1993 "Get Away (remix)", Bobby Brown
- 1993 "Top of the World", Kenya Gruv (coproductor)
- 1994 "Dirty Drawls", Raw Fusion
- 1994 "Haz tu tarea", Raw Fusion
- 1995 "Que se joda el mundo", 2Pac, Shock-G
- 1995 "Tantas lágrimas", 2Pac
- 1995 "Rompió Hos", Luniz
- 1995 "5150", Luniz
- 1995 "No se permiten hermanos", Sin rostro
- 1995 "Smashin 'Fruit", Sin rostro
- 1995 "Nada ha cambiado", No Face feat. Subterráneo digital
- 1996 "Tenemos más", Shock-G con Luniz
- 1995 "No toques mi campana", Luniz
- 1996 "Gente sobre las escaleras", Shock-G
- 1996 "Domingo sombrío", Mystic
- 1997 "True Playas", Whoridas
- 1997 "Come N 'Bounce", Shay
- 1997 "Porque tenía que hacerlo", 2Pac y P-90
- 1998 "De mente amplia", Saafir
- 1998 "Sendin 'U a Signal", Saafir
- 1998 "Signo de amor", Prince
- 1999 "Gatea antes de tu pelota", Saafir
- 1999 "Liquid Ho Magnet", Saafir
- 1999 "Running Man", Saafir
- 2000 "Haz lo que quieras", Ritmo y Verde
- 2000 "Let the Beat Breathe ", Esinchill
- 2001 "Chassy", Mac Mall
- 2001 "Intro", Mystic (introducción del álbum)
- 2002 "Negocios riesgosos", Murs
- 2004 "Caras sonrientes", KRS-One

### Apariciones de invitados
- 1990 "Todos estamos en la misma banda", Westcoast Allstars, (canción y video)
- 1990 "Time for Peace", Davey-D feat D.U., Paris, Tech & Sway, (canción)
- 1991 "Trapped", 2Pac, (canción y video)
- 1991 "Lanza tus manos al aire", Raw Fusion, (video)
- 1991 "Funkintoyoear", Raw Fusion, (canción)
- 1992 "Money", Gold Money, (canción y video)
- 1993 "I Get Around", 2Pac hazaña. Digital Underground, (canción y video)
- 1993 "Rhythm & Rhyme", George Clinton, (canción)
- 1993 "Paint the White House Black", George Clinton, Ice Cube, Kam, YoYo, Dr. Dre, Public Enemy, Pupa Curly, (canción y video)
- 1994 "Freaky Note", Raw Fusion, (canción y video)
- 1995 "I Got 5 on it" (remix), Luniz, (canción y video)
- 1995 "Funk Session", Too Short, (canción)
- 1995 "So Many Tears", "" 2Pac, (canción)
- 1995 "Fuck the World", 2Pac, (canción)
- 1996 "Knee Deep (Midnight Mix)", George Clinton, (canción)
- 1999 "Glayz Donutt Face", C-Funk, (canción)
- 1999 "Miss Bartender", Money-B, (canción)
- 1999 "Haz lo que quieras hacer", Vitamina C, (canción)
- 2000 "No DNA", Clee & Drank-a-Lot, (canción)
- 2002 "Wuz Crackulatin '", 2wice, (canción)
- 2002 "Risky Business", Murs, (canción y video)
- 2003 "Way of Life", estilofónico, (canción)
- 2004 "Date prisa, corre", Shock-G, (canción)
- 2004 "Snake and the Apple", Stucky, (canción)
- 2004 "At the Next Show", Sir Mix-a-lot, (canción)
- 2005 "Career Finders", Perceptionists, (canción)
- 2005 "Say What You Say", Soma Rasa, (canción)
- 2005 "And 2morrow", varios artistas, (canción)
- 2005 "California Girls Dipped in Chocolate", Slapbak, (canción)
- 2005 "Freaky Pumps", Fat Lip, (canción)
- 2005 "City to City", Straw, (canción)
- 2005 "Love Letters", 2Pac, Rappin '4-Tay, Assassin, (canción)
- 2006 "The Wizard", Mr. Rakafela, (canción)
- 2006 "If You're True", InershA, (canción)
- 2006 "Pain and Misery (remix)", InershA, (canción)
- 2006 "Shock-G Interlude", 2Pac (canción)
- 2007 "Shock-G's Outro / Hidden Track", Ássassin, Ray Luv, 2Pac
- 2007 "California Dreamin", San Quinn, Assassin, (canción)
- 2007 "Plainfield", Bernie Worrell, (canción)
- 2007 "Smack Dat Ass", Ditch, (canción)
- 2008  ..Cuz a D.U. Party Don't Stop! , Digital Underground, (álbum)
- 2008 "Crazy", Maddie Lauer, (canción y video)
- 2008 "Light of Love feat. Lady Alma", Yameen (canción, como tecladista)
- 2009 "Cherry Flava'd Election", Shock G, (canción)
- 2010  The Greenlight EP , Digital Underground, (álbum)
- 2012 Cuttynclean JC - "Above the Tip Tops" (álbum- Shade of Purp) CO cuttyncleanrecords type en soundcloud
- 2014 Cuttynclean JC - "Shock G interlude" (álbum - Shade of Purp) co cuttyncleanrecords
- 2015 "The Mini", Angelo Knox (canción)
- 2017 Cuttynclean JC - "Diamonds" feat. Asap Lotto (inédito)
- Cuttynclean JC 2019 - "Keep It PI" con Mistah fab y Moe Green

### Videos digitales subterráneos
- "Doowutchyalike" (1989)
- "La danza de Humpty" (1989)
- "Doowutchyalike" (video remix) (1990)
- "Misma Canción" (1991)
- "Kiss You Back" (1991)
- "Sin cirugía de nariz" (1992)
- "El regreso del loco" (1993)
- "Wussup Wit the Luv" (1994)
- "Orégano Flow" (1996)
- "Walk Real Kool" (1996)
- "Dale cuerda" (1998)

### Apariciones destacadas en videos de invitados
- "Todos estamos en la misma banda" (1990) Westcoast All-Stars
- "Lanza tus manos al aire" (1991) Raw Fusion
- "Atrapado" (1991) 2Pac
- "Money" (1992) Gold Money
- "Close the Crackhouse" (1992) X-Clan
- "I Get Around" (1993) 2Pac con Digital Underground
- "No se permiten hermanos" (1994) Sin rostro
- "Tengo 5 en él" (1995) Luniz
- "Tentaciones" (1995) 2Pac
- "Negocios riesgosos" (2003) Murs
- Elemento "Hit the Streets" (2003)
- "De ciudad en ciudad" (2005) Straw the Vegas Don
- "Loco" (2008) Maddie Lauer

### DVD
- Thug Angel: La vida de un forajido  (2000)
- Tupac: Resurrection  (2003)
- Digital Underground: Raw and Uncut  (2004)
- Parlamento / Funkadelic; One Nation Under a Groove  (2005)